# Kostel svaté Barbory (Adamov)
Novogotický kostel svaté Barbory v Adamově je farním kostelem farnosti Adamov. Byl postaven knížetem Aloisem Lichtensteinem v letech 1855–1857 podle návrhu vídeňského architekta Josefa Hiesera. Kostel byl vysvěcen 4. prosince 1857 jedovnickým děkanem Václavem Střížem. V chrámu se nachází dřevěný Světelský oltář.
Společně s kostelem byla postavena také fara, budova školy a hřbitov. Všechny tyto objekty byly postaveny ve shodném slohu. Kostel i fara jsou chráněny jako kulturní památka České republiky, samotný Světelský oltář je národní kulturní památkou.

## Architektura

### Exteriér
Kostel je jednolodní zděná orientovaná stavba na půdorysu obdélníku ukončena pětibokým kněžištěm. Je postavena z režného červeného cihlového zdiva. Délka kostela je 26 m a šířka 10 m. V bočních stěnách lodi jsou prolomeny tři okenní osy. Kněžiště má pět okenních os. Okna jsou vysoká ukončena hrotitým záklenkem s kružbou, pod okny je parapetní římsa. Mezi okny lodi a v nárožích kněžiště jsou dvakrát odstupňované opěrné pilíře. Západní průčelí je v ose prolomeno pravoúhlým vchodem a zakončeno hrotitým štítem. Nad vchodem jsou tři nestejně veliká okna s hrotitým záklenkem. Štít je ukončen arkýřovou stěnou s otevřenou zvonicí se dvěma zvony ve výklencích. Nad lodí je sedlová střecha, nad kněžištěm valbová střecha, jsou kryté pálenou taškou.

### Interiér
Loď je zaklenuta třemi poli křížové žebrové klenby, které jsou odděleny pasy. Kněžiště má žebrovou klenbu.
V kostele se nachází boční oltář tzv. Světelský oltář z dolnorakouského cisterciáckého kláštera ve Zwettlu. Jedná se o vrcholné dílo pozdní gotiky z let 1516–1525 z lipového dřeva. Oltář je přes 7 metrů vysoký s 59 postavami. Od 1. července 2010 oltář patří mezi národní kulturní památky. Hlavní oltář je dřevěný vyřezávaný a zavírací s obrazem svaté Barbory (uprostřed) a na křídlech svatý Josef a svatý Jan Křtitel.
Jednomanuálové varhany se sedmi rejstříky postavila firma Rieger z Krnova v roce 1926, opus 2229.

## Fotogalerie

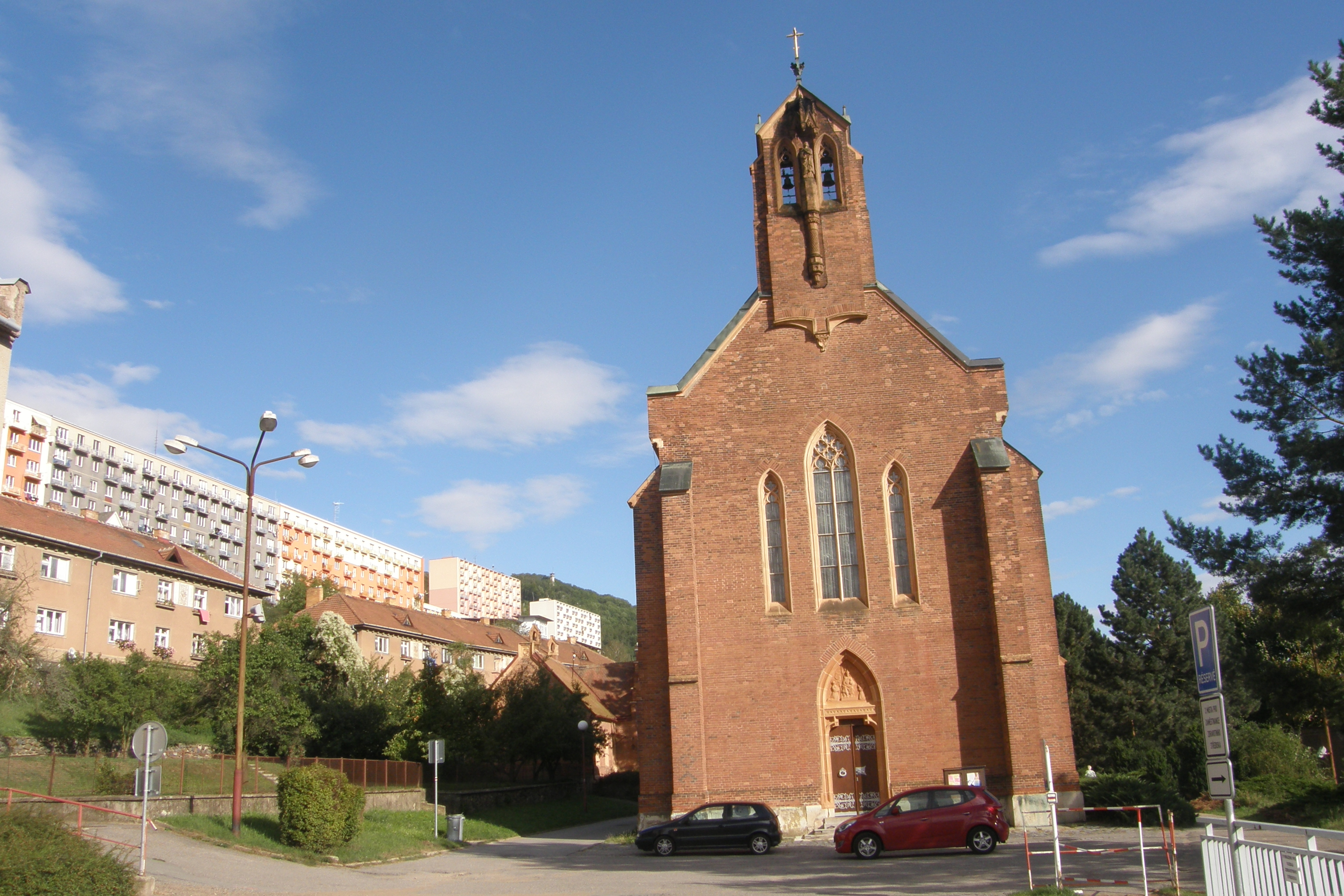
Průčelí kostela
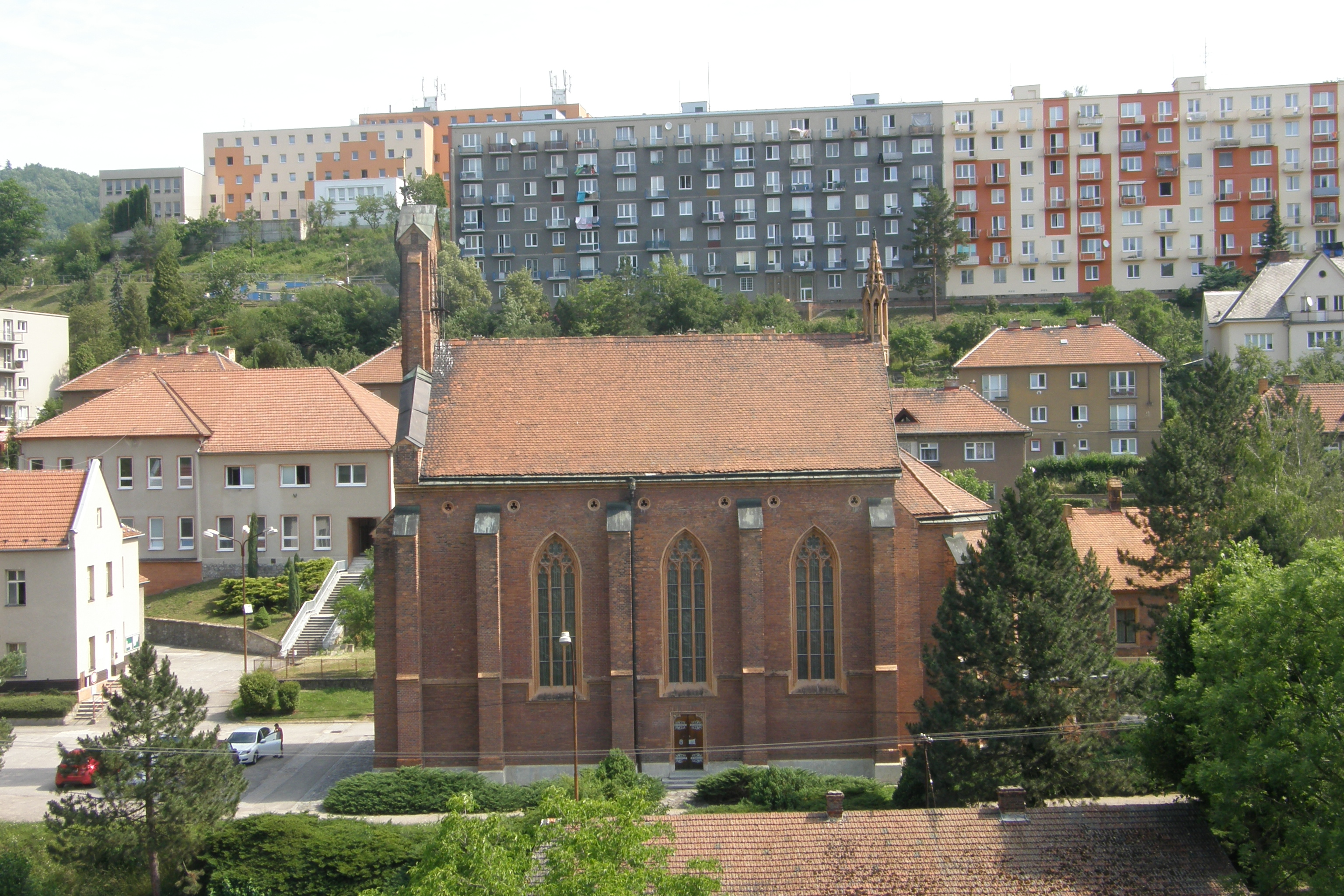
Pohled od jihozápadu
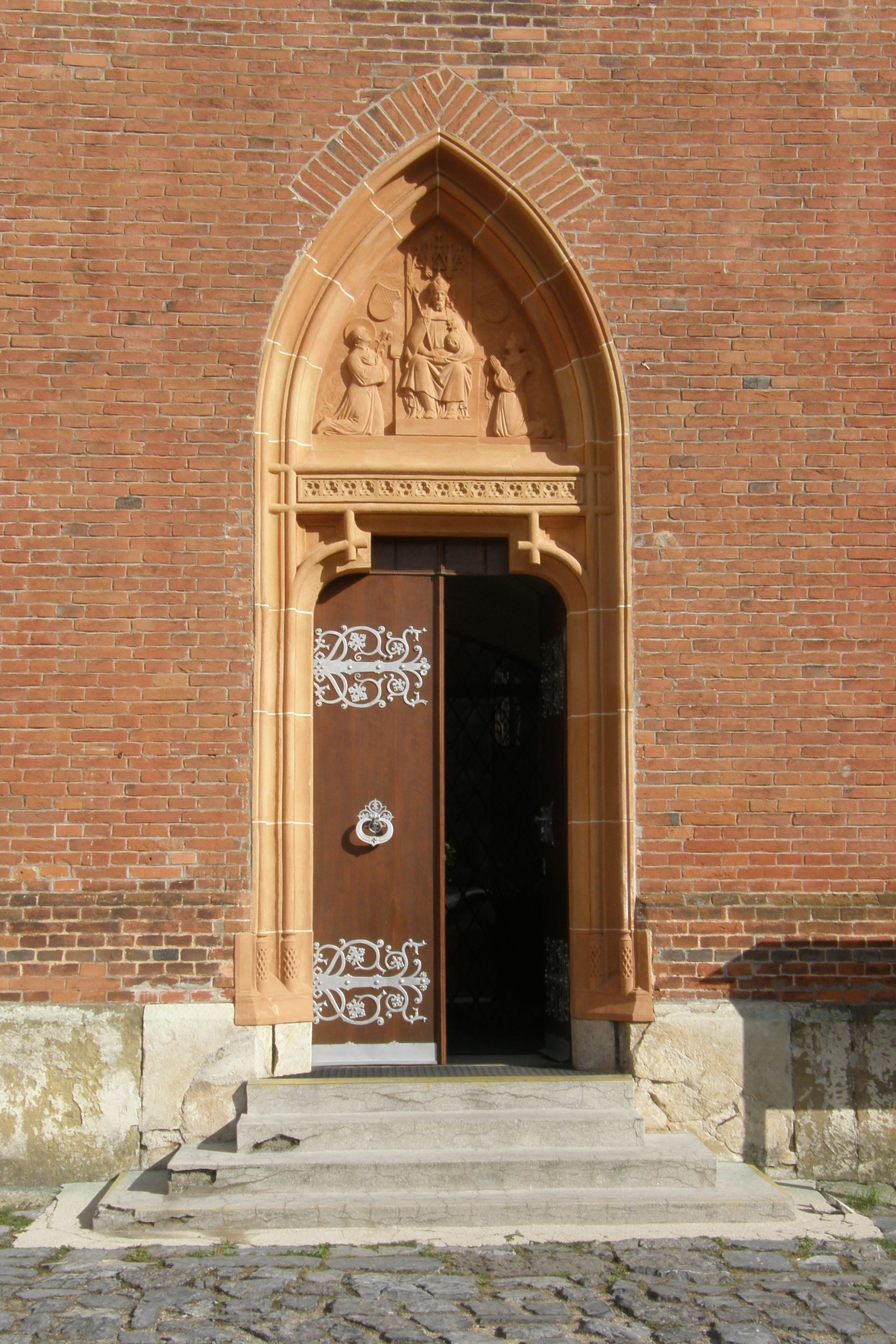
Hlavní vchod s tympanonem
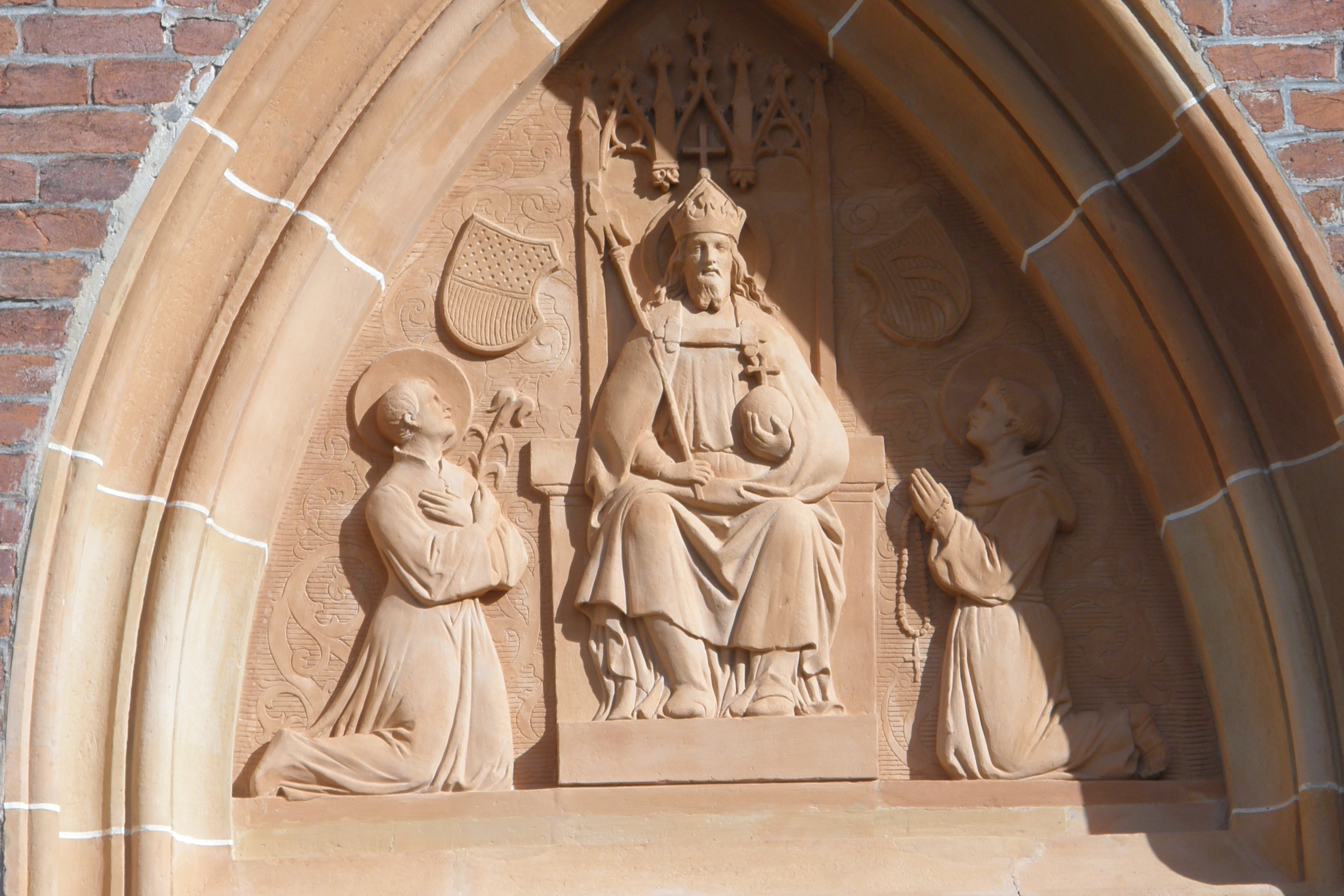
Detail tympanononu nad hlavním vchodem
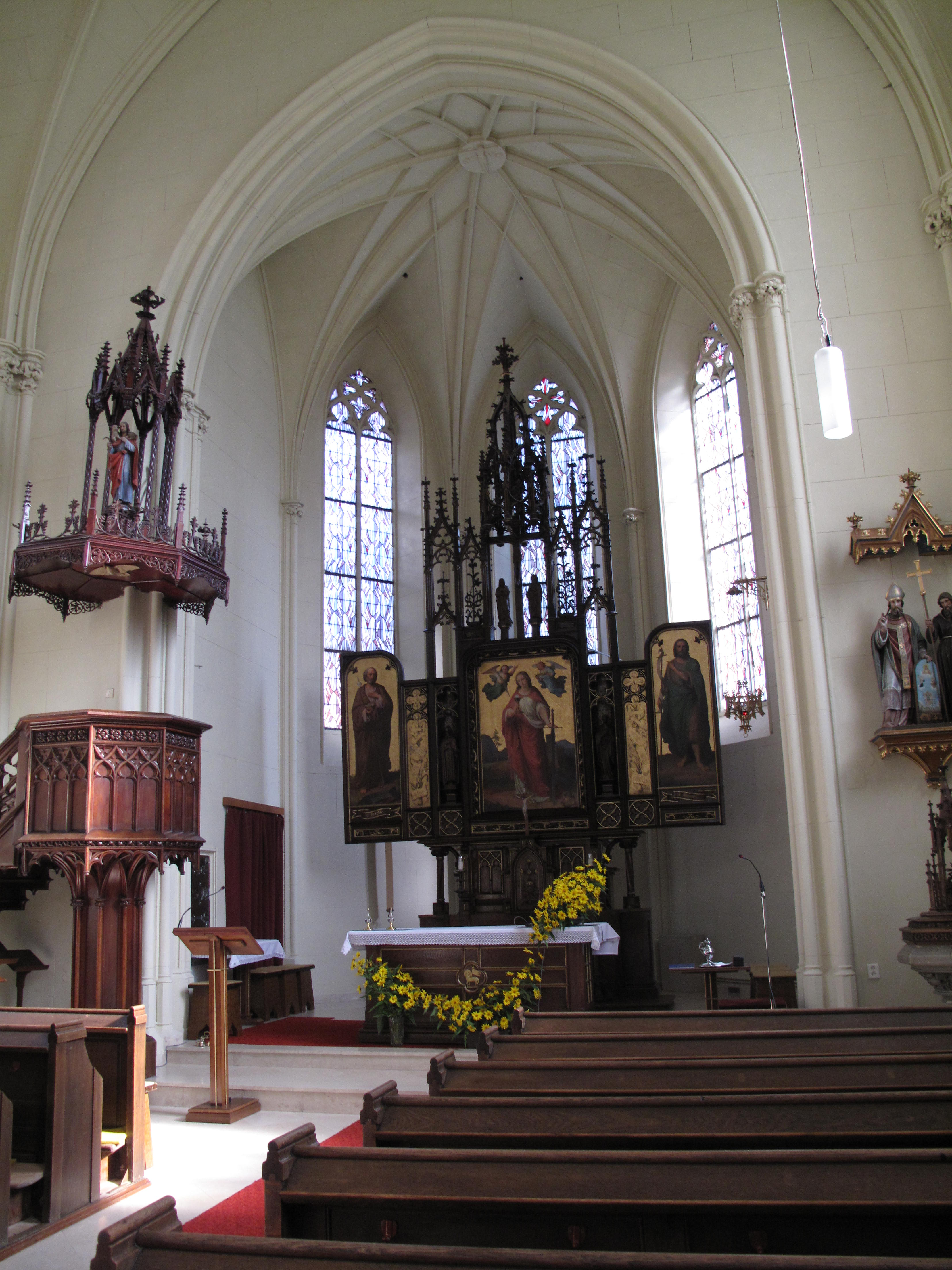
Přední část kostela s hlavním oltářem, kazatelnou a křtitelnicí
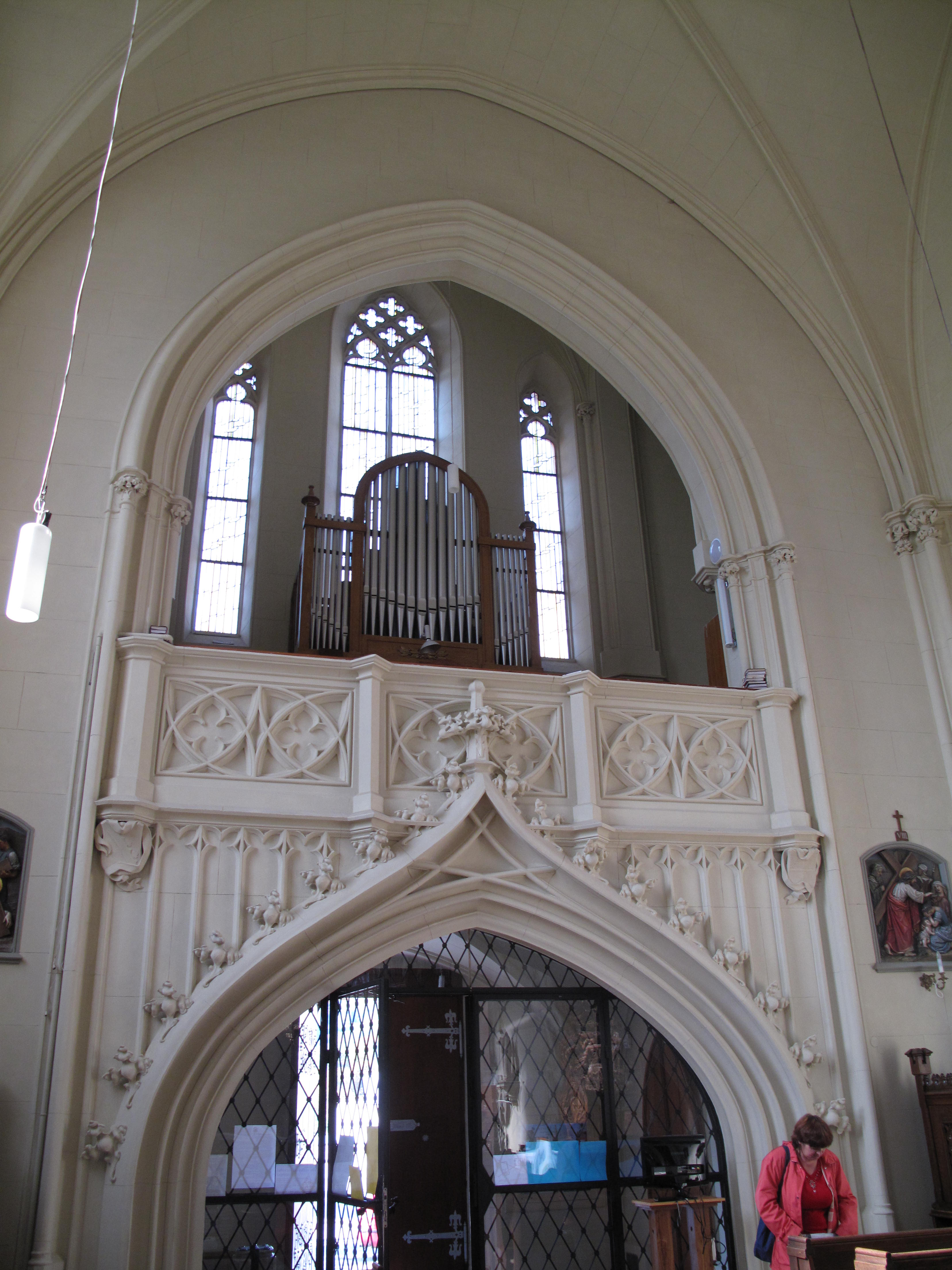
Zadní část kostela s kůrem
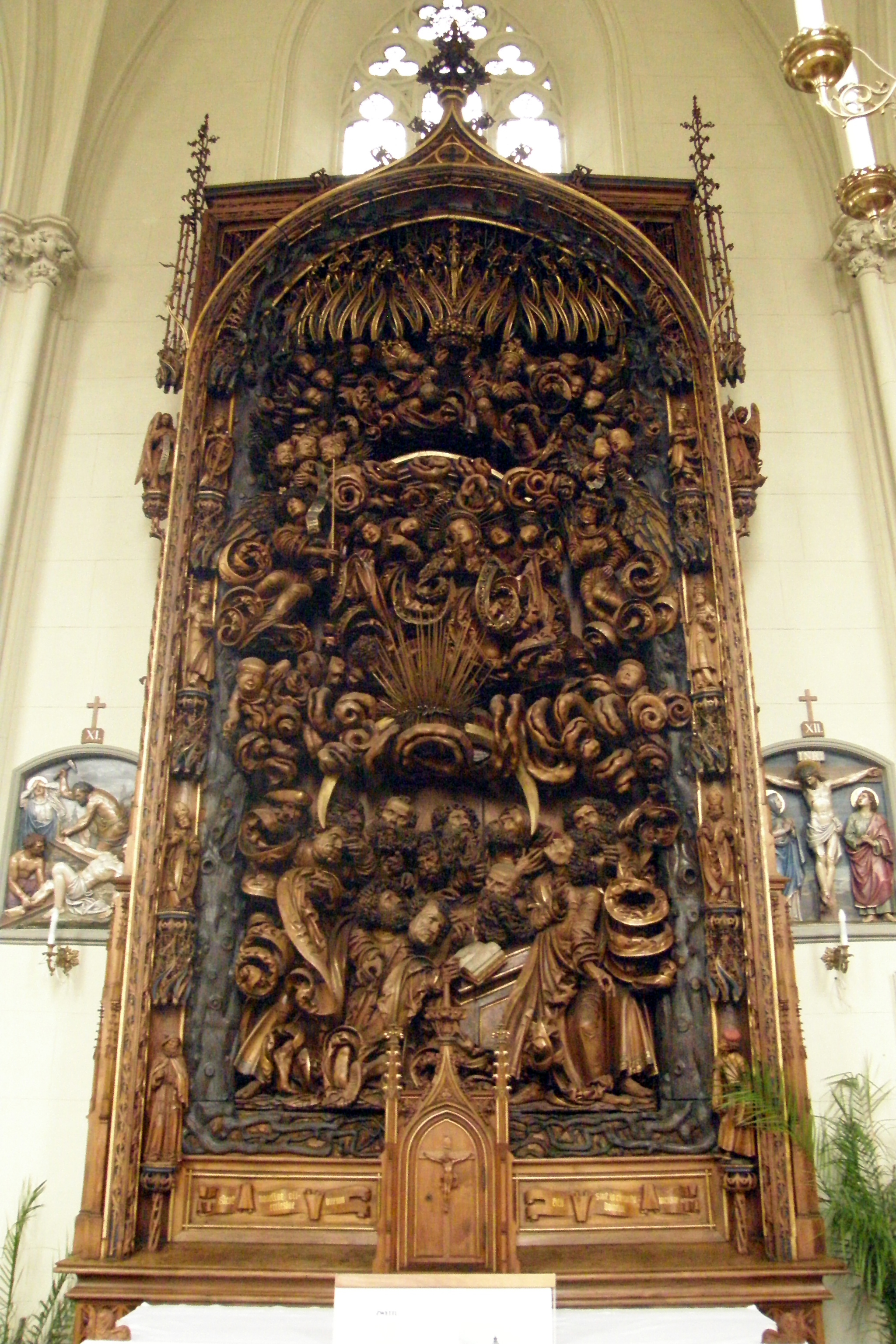
Boční oltář Nanebevzetí Panny Marie, tzv. Světelský oltář